# Psammotettix monticola
Psammotettix monticola är en insektsart som beskrevs av Dubovsky 1966. Psammotettix monticola ingår i släktet Psammotettix och familjen dvärgstritar. Inga underarter finns listade i Catalogue of Life.